# Ding Mocun
Ding Mocun - 丁默邨, transcripció pinyin, Dīng Mòcūn; el seu nom anterior fou Ding Lesheng (1901 - 5 de juliol de 1947) fou un polític xinès. Destacada figura del Servei d'Intel·ligència xinès. Fou militant comunista que va renúnciar a aquesta ideologia, iniciant posteriorment un ràpid ascens dins del Kuomingtang amb el suport de la denominada "Central Club Clique" tendència molt influent dins del partit nacionalista. Es va veure implicat amb problemes de corrupció. En la invasió japonesa, va abandonar la zona lliure i va donar suport al moviment per la pau amb els ocupants encapçalat per Wang Jingwei que havia estat líder de l'ala esquerranista del Kuomingtang i més tard líder dels col·laboracionistes. Responsable, a Xanghai, del centre de tortures de detinguts sospitosos de participació en la resistència nacionalista o comunista. Fou executat el 1947 acusat de traïció. Va sofrir un atemptat per posar fi a la seva vida, el 21 de desembre de 1939 a càrrec del grup de la resistència on participava la Zheng Pingru, fet en el qual s'inspira la pel·lícula "Lust, Caution".